# Agathe Backer Grøndahl

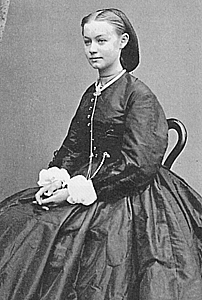
Agathe Backer Grøndahl, etwa 1870

Agathe Backer, besser bekannt als Agathe Backer Grøndahl (* 1. Dezember 1847 in Holmestrand, Vestfold; † 4. Juni 1907 auf Ormøya in Aker) war eine norwegische Komponistin und Pianistin.

## Leben
Agathe Backer stammte aus einer wohlhabenden und kunstliebenden Familie, in der das Talent der Töchter sehr früh erkannt und gefördert wurde. Bereits mit drei Jahren beeindruckte sie ihr Publikum mit ihrem außergewöhnlichen Spiel und galt als absolutes Ausnahmetalent. Das gilt auch für ihre Schwester Harriet Backer (1845–1932), die eine berühmte Malerin werden sollte. Kurze Zeit später zog die Familie nach Christiania um.
Agathe Backer studierte Klavier, Musiktheorie und Komposition am Konservatorium Christiania bei Otto Winter-Hjelm, Halfdan Kjerulf und Ludvig Mathias Lindeman. Zwischen 1865 und 1869 ging sie gegen den Willen ihrer Eltern nach Berlin, um beim angesehensten Klavierlehrer jener Zeit, Theodor Kullak, und beim Musikpädagogen Richard Wüerst am Kullak’schen Konservatorium zu studieren. Nach ihrer Rückkehr nach Norwegen debütierte sie 1868 in Christiania unter dem damals noch unbekannten Edvard Grieg mit Beethovens 5. Klavierkonzert. Danach setzte sie ihre Studien bei dem berühmten Dirigenten und Komponisten Hans von Bülow in Florenz sowie bei Franz Liszt in Weimar fort.

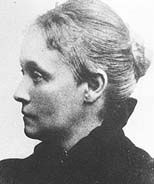
Agathe Backer Grøndahl, vor 1907

In der Folgezeit gastierte Agathe Backer als Pianistin in vielen Ländern Europas. Sie war unter anderem in London, wo George Bernard Shaw sie hörte und sie als die wahre Nachfolgerin Clara Schumanns bezeichnete. Im Jahr 1875 wurde sie zum Mitglied der Königlichen Schwedischen Musikakademie ernannt.
Im selben Jahr heiratete sie den Gesangslehrer und Chordirigenten Olaus Andreas Grøndahl, mit dem sie in Christiania wohnte und wo auch ihre drei Söhne zur Welt kamen. Einer der Söhne – Fridtjof Backer-Grøndahl (1885–1959) – trat in die Fußstapfen seiner Mutter und wurde auch ein bekannter Pianist. Um die finanzielle Lage der Familie zu verbessern, gab sie täglich Klavierstunden. Aber ihre Konzerttätigkeit gab sie niemals auf. Auf der Weltausstellung 1889 in Paris spielte sie Edvard Griegs Klavierkonzert a-Moll, das von ihrem Mann dirigiert wurde. Es folgten dann noch einige Konzerte in ihrer Heimat, bis sich ihr Gesundheitszustand sehr verschlechterte. Gegen Ende ihres Lebens wurde Backer Grøndahl völlig taub und musste ihre Karriere aufgeben.
Agathe Backer starb im Juni 1907 im Alter von 59 Jahren.

## Werke (Auswahl)
- 6 Etudes de Concert, Op. 11
- 3 Pieces, Op. 15
- 4 Sketches, Op. 19
- Suite for Piano, Op. 20
- 3 Etudes, Op. 22
- 3 Etudes de Concert, Op. 32
- 10 Fantasy Pieces, Op. 36
- 3 Ungarske Studier, Op. 38
- 5 Fantasy Pieces, Op. 45
- 3 Etudes de Concert, Op. 47
- 3 Pieces, Op. 53
- 12 Smaa Fantasistykker, Op. 55
- Prelude et Grand Menuet, Op. 61